# Ella Harris
Ella Harris (Cashmere Hills, 18 luglio 1998) è una ciclista su strada neozelandese che corre per il team Lifeplus Wahoo. È attiva in formazioni UCI dal 2019.

## Palmarès
- 2020 (Canyon-SRAM Racing, due vittorie)

2ª tappa Women's Herald Sun Tour (Falls Creek > Falls Creek)
Campionati neozelandesi, Prova a cronometro Under-23

### Altri successi
- 2019 (Canyon-SRAM Racing)

Classifica giovani Vuelta a Burgos
- 2020 (Canyon-SRAM Racing)

Classifica scalatrici Women's Herald Sun Tour

## Piazzamenti

### Competizioni mondiali
- Campionati del mondo

Yorkshire 2019 - In linea Elite: 59ª
Fiandre 2021 - In linea Elite: 26ª